# Аккудук (Тайиншинський район)
Аккуду́к (каз. Аққұдық) — село у складі Тайиншинського району Північноказахстанської області Казахстану. Адміністративний центр Алаботинського сільського округу.
Населення — 851 особа (2021; 1112 у 2009, 1415 у 1999, 1602 у 1989).
Національний склад станом на 1989 рік:
- казахи — 35 %.